# Lawn Tennis Association
La Lawn Tennis Association è la massima federazione tennistica del Regno Unito.

## Storia
Dopo la nascita del torneo di Wimbledon nel 1877, il tennis divenne una disciplina sportiva assai popolare in tutto il Regno Unito, e presto fu chiara la necessità di fondare una federazione che potesse unificare tutte le numerose competizioni nel frattempo organizzate. Nel 1888 nacque così la Lawn Tennis Association, che da allora regola il tennis britannico (anche se le federazioni gallese e scozzese godono di molta autonomia) e quello dell'isola di Man e delle isole del Canale.
Il suo primo presidente fu William Renshaw, sette volte vincitore di Wimbledon. L'organizzazione del più importante torneo tennistico britannico non è comunque di competenza della Lawn Tennis Association, ma dell'All England Lawn Tennis and Croquet Club, che la cura fin dalla sua fondazione.